# Tinsman (Arkansas)
Tinsman es un pueblo ubicado en el condado de Calhoun en el estado estadounidense de Arkansas. En el Censo de 2010 tenía una población de 54 habitantes y una densidad poblacional de 38,75 personas por km².

## Geografía
Tinsman se encuentra ubicado en las coordenadas 33°37′45″N 92°21′12″O / 33.62917, -92.35333. Según la Oficina del Censo de los Estados Unidos, Tinsman tiene una superficie total de 1.39 km², de la cual 1.39 km² corresponden a tierra firme y (0%) 0 km² es agua.

## Demografía
Según el censo de 2010, había 54 personas residiendo en Tinsman. La densidad de población era de 38,75 hab./km². De los 54 habitantes, Tinsman estaba compuesto por el 90.74% blancos, el 7.41% eran afroamericanos, el 1.85% eran amerindios, el 0% eran asiáticos, el 0% eran isleños del Pacífico, el 0% eran de otras razas y el 0% pertenecían a dos o más razas. Del total de la población el 0% eran hispanos o latinos de cualquier raza.